# Carcinus aestuarii
El cangrejo mediterráneo común o cangrejo verde mediterráneo (Carcinus aestuarii) es una especie de crustáceo decápodo de litoral nativo del Mediterráneo. Es similar a Carcinus maenas por lo que a veces se lo ha considerado una subespecie de este último, pero análisis de ADN que compararon el genoma de la citocromo c oxidasa revelaron diferencias sustanciales entre ambos, apoyando su estatus de especies separadas. Ambas especies pueden diferenciarse visualmente por la parte frontal de su caparazón que se encuentra entre los ojos, que es más corta y aserrada en C. maenas y más larga y lisa en C. aestuarii. Además los gonopodios de C. aestuarii son rectos y paralelos, mientras que los de C. maenas son curvos.
A diferencia de C. maenas que ha invadido muchas costas por todo el mundo, C. aestuarii solo se ha visto implicado en una invasión, la costa japonesa fue invadida por especímenes de C. aestuarii o híbridos de C. aestuarii y C. maenas.